# I bastardi (film 1950)
I bastardi (Né de père inconnu) è un film del 1950, diretto da Maurice Cloche.

## Trama
Raymond è processato con l'accusa di aver ucciso Rose, la sua amante che aveva appena dato alla luce un figlio che l'uomo non voleva riconoscere, ma in realtà si è trattato di un suicidio.
Jacqueline, la figlia del suo datore di lavoro incarica della difesa l'avvocato Claude Nogent di cui è innamorata e anche lui figlio di padre ignoto.
Nonostante la forte opposizione del padre - contrario a questo amore - si riesce a ricostruire la verità.